# Piekarz
Piekarz – osoba zajmująca się zawodowo piekarstwem

## Ludność służebna

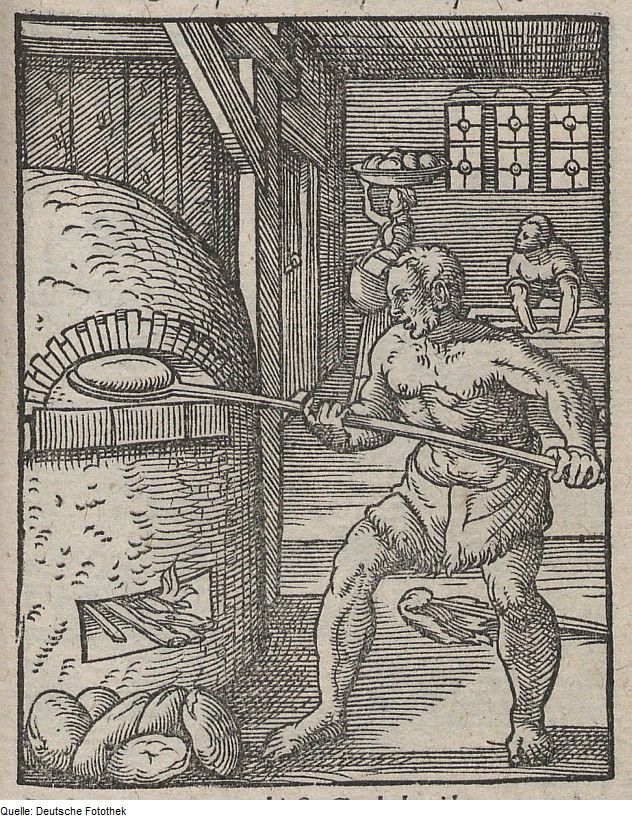

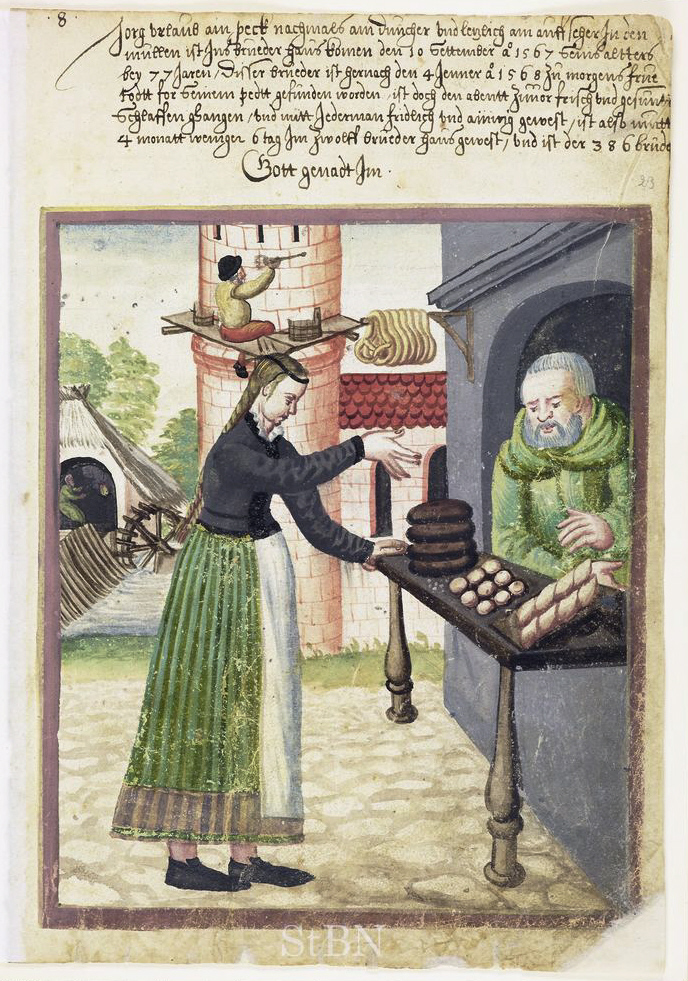

Piekarze (łac. panifices, pistores, fornarii; niem. Baecker) to także, w okresie wczesnego średniowiecza, grupa książęcej, biskupiej ludności służebnej – ministeriales, która zajmowała się wyrabianiem i wypiekiem chleba oraz innego pieczywa. Pojawiają się w Polsce na pierwszych uposażeniach klasztorów, wymienieni w Przywileju tynieckim (1105) i w Bulli Gnieźnieńskiej (1136), gdzie występują razem z kucharzami i koniuchami jako ministeriales w opactwie w Łęczycy. Na służbie książęcej wędrowali razem z dworem, dlatego tak jak kucharzy i łagiewników, mieszkańcy osad mieli obowiązek ich gościć. Piekarze wymieniani w najstarszych dokumentach prawa magdeburskiego, razem z rzeźnikami i szewcami zakładali pierwsze, miejskie cechy branżowe w Polsce. W XV-wiecznym Poznaniu i Krakowie piekarze byli też hodowcami świń. Rady miejskie obu tych miast ograniczały piekarzom ich liczbę do 12–16 sztuk.
Świadectwem ich istnienia są nazwy typu Piekary, którą nosi kilkanaście osad w Polsce, położonych w sąsiedztwie starych grodów.